# McIntosh County (Georgia)
Das McIntosh County ist ein County im Bundesstaat Georgia der Vereinigten Staaten. Der Verwaltungssitz (County Seat) ist Darien, benannt nach Fort Darien.

## Geographie
Das County liegt im Südosten von Georgia, grenzt an den Atlantik und hat eine Fläche von 1488 Quadratkilometern, wovon 365 Quadratkilometer Wasserfläche sind und grenzt im Uhrzeigersinn an folgende Countys: Liberty County, Glynn County, Wayne County und Long County.
Das County ist Teil der Metropolregion Brunswick–St. Simons.

## Geschichte
McIntosh County wurde am 19. Dezember 1793 als 17. County von Georgia aus Teilen des Liberty County gebildet. Benannt wurde es nach dem McIntosh-Clan, die als erste dieses Gebiet erkundeten.

## Demografische Daten
Laut der Volkszählung von 2010 verteilten sich die damaligen 14.333 Einwohner auf 3.249 bewohnte Haushalte, was einen Schnitt von 2,39 Personen pro Haushalt ergibt. Insgesamt bestehen 5.971 Haushalte.
67,2 % der Haushalte waren Familienhaushalte (bestehend aus verheirateten Paaren mit oder ohne Nachkommen bzw. einem Elternteil mit Nachkomme) mit einer durchschnittlichen Größe von 2,91 Personen. In 28,2 % aller Haushalte lebten Kinder unter 18 Jahren sowie in 31,9 % aller Haushalte Personen mit mindestens 65 Jahren.
24,2 % der Bevölkerung waren jünger als 20 Jahre, 20,1 % waren 20 bis 39 Jahre alt, 30,7 % waren 40 bis 59 Jahre alt und 25,0 % waren mindestens 60 Jahre alt. Das mittlere Alter betrug 44 Jahre. 48,8 % der Bevölkerung waren männlich und 51,2 % weiblich.
61,5 % der Bevölkerung bezeichneten sich als Weiße, 35,9 % als Afroamerikaner, 0,4 % als Indianer und 0,3 % als Asian Americans. 0,7 % gaben die Angehörigkeit zu einer anderen Ethnie und 1,2 % zu mehreren Ethnien an. 1,6 % der Bevölkerung bestand aus Hispanics oder Latinos.
Das durchschnittliche Jahreseinkommen pro Haushalt lag bei 45.248 USD, dabei lebten 20,1 % der Bevölkerung unter der Armutsgrenze.

## Kultur und Sehenswürdigkeiten

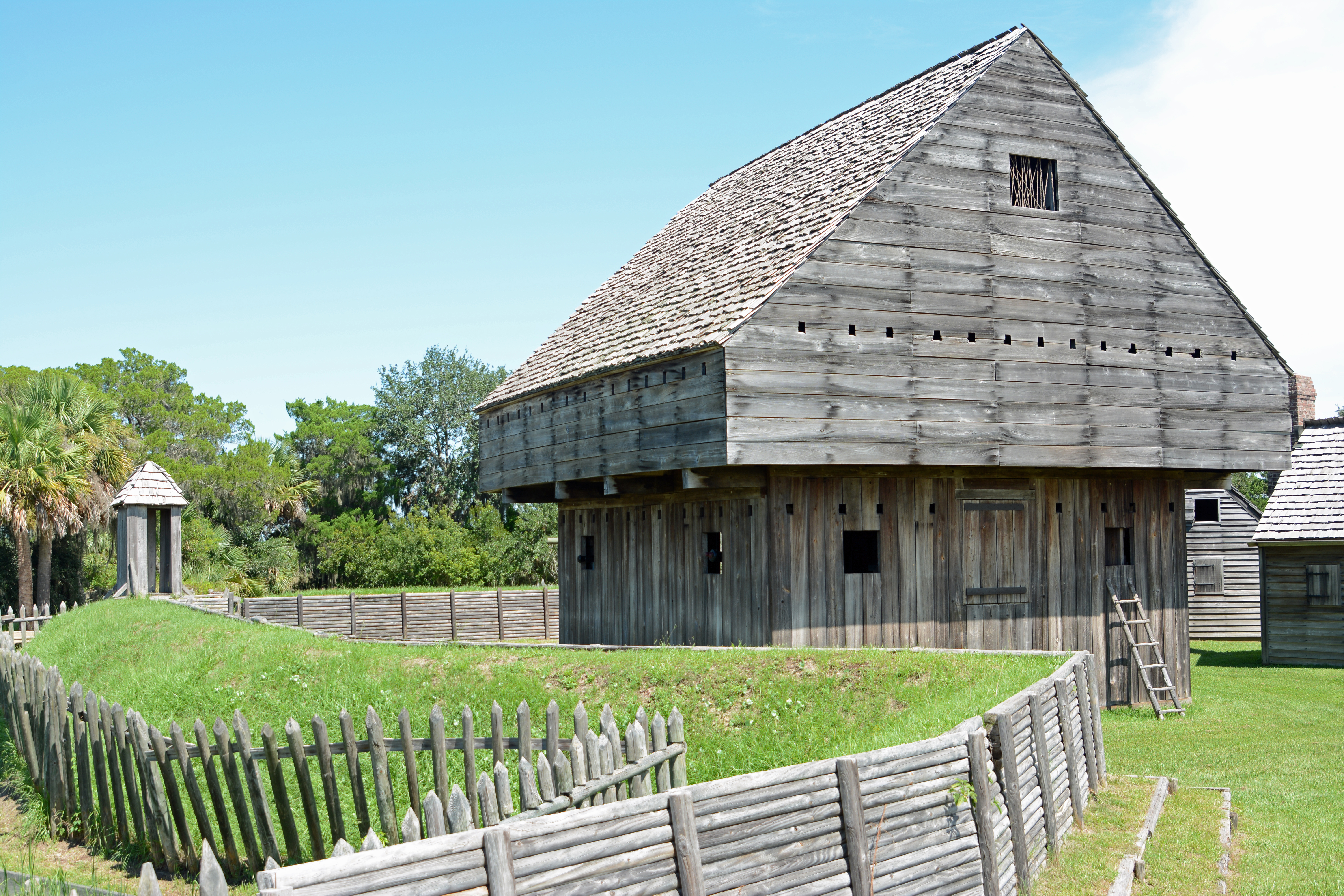
Fort King George bei Darien (2015). Das Fort entstand 1721 und war zu dieser Zeit der südlichste Vorposten von British America. Es diente James Oglethorpe, dem Gründer der Province of Georgia als Modell für weitere Befestigungsbauten. Im Jahr 1738 wurde das Fort abgerissen. Mitte des 20. Jahrhunderts wurde das Areal archäologisch erkundet und die Bauwerke rekonstruiert. Im Dezember 1971 wurde Fort King George als erstes Objekt des County in das NRHP eingetragen.

Elf Bauwerke, Stätten und „historische Bezirke“ (Historic Districts) im McIntosh County sind insgesamt im National Register of Historic Places („Nationales Verzeichnis historischer Orte“; NRHP) eingetragen (Stand 20. Februar 2024), unter anderem zwei Forts, ein Leuchtturm und der historische Ortskern von Darien.

## Orte im McIntosh County
Orte im McIntosh County mit Einwohnerzahlen der Volkszählung von 2010:
City:
- Darien (County Seat) – 1975 Einwohner